# 荘静皇貴妃
荘静皇貴妃（そうせいこうきひ、1837年 - 1890年）は、清の咸豊帝の側妃。姓はタタラ（他他拉）氏。栄安固倫公主の母。
1852年、数え16歳のとき、3年ごとに紫禁城で行われる后妃選定面接試験「選秀女」を受けて合格する。翌年5月9日（6月26日）、17歳で咸豊帝の後宮に入って「麗貴人」となった。後に麗嬪に進んだ。1855年、皇長女（栄安固倫公主。咸豊帝の第一子）を生み、麗妃（yangsangga fei）に昇進した。
同治帝の即位後、皇考麗皇貴妃に尊封された。光緒帝の即位後、皇考麗皇貴太妃に尊封された。1890年に病没した。「荘静」と諡され、定陵の妃園寝に正面首座として埋葬された。

## 伝記資料
- 『清史稿』
- 咸豊5年12月麗妃冊文